# Sjunde himlen
Sjunde himlen è un film di Hasse Ekman realizzato nel 1956.